# Khariar
Khariar (també anomenada Khadial o Kharhial) és una vila del districte de Nuapada en l'actual estat indi d'Orissa, en la frontera amb l'estat de Chhattisgarh.

## Història
Khariar fou també el nom d'un estat tributari protegit de l'Índia, del tipus zamindari, al districte de Raipur a Chhattisgarh (aleshores Províncies Centrals). Estava a l'est de Bindra Nawagarh, i anava durant 85 km de nord a sud i 52 km d'est a oest. La superfície era de 3.383 km² i la població (1881) de 58.918 repartida en 508 pobles. La meitat de l'estat era cultivat. La capital era Khariar, a 20° 17′ 30″ N, 82° 48′ 30″ E / 20.29167°N,82.80833°E amb 2.170 habitants el 1881. L'estat s'hauria format vers el 1600 per segregació de l'estat de Patna, concedit com a dot de la filla del rajà de Patna Pratap Deo per al seu gendre. El sobirà era rajput chauhan.

## Llista de rages
- Raja Gopal Rai 1600-1625
- Raja Ramsai Deo I 1625-? (fill)
- Raja Padman Rai (germà)
- Raja Vishnu Rai (fill)
- Raja Ghansi Rai Deo (fill)
- Raja Gopinath Sai Deo (fill)
- Raja Ramsai Deo II (fill)
- Raja Balabhadra Sai (fill) ?-1793
- Raja Prataprudra Singh 1793-1818
- Raja Ratan Singh Deo 1818-1835 (fill de Balabhadra Sai)
- Raja Sudarsan Singh Deo 1835-1849 (fill)
- Raja Krishna Chandra Singh Deo 1849-1867 (fill)
- Raja Padma Singh Deo 1867-1889 (germà)
- Raja Brajraj Singh Deo 1889-1907 (fill)
- Raja Vir Vikram Singh Deo 1907-1913
- Raja Artatran Singh Deo 1913-1946
- Raja Anup Singh Deo 1946-1953 (de fet fins a 1955)